# Arthur Christopher Moule
Arthur Christopher Moule (geb. 1873 in Hangzhou; gest. 1957) war ein britischer anglikanischer Sinologe und Hochschullehrer. Er war Professor für Chinesisch an der Universität Cambridge.

## Leben und Werk
Arthur Christopher Moule entstammte einer Missionarsfamilie. Er wurde in Hangzhou als Sohn des anglikanischen Missionars George Moule (1828–1912) geboren. Er beendete seine Schulzeit in London und wurde dann, den Spuren seines Vaters folgend, selbst Missionar. Nach seiner Rückkehr nach England widmete er sich ganz der Wissenschaft. Von 1933 bis 1938 war er Professor für Chinesisch an der University of Cambridge. 1931 erhielt er den Prix Stanislas Julien (Stanislas-Julien-Preis) für seine Arbeit Christians in China über das chinesische Christentum. Seine Forschungen zu Marco Polo sind ebenfalls von Bedeutung.

## Publikationen
- A List of Musical and Other Sound-Producing Instruments of the Chinese, zuerst in: Journal of the North China Branch of the Royal Asiatic Society, vol. 39 [1908] (Nachdruck: Buren, Netherlands: F. Knuf 1989. Source Materials in Ethnomusicology, Volume 3)
- Christians in China Before the Year 1550, London: S.P.C.K., 1930 Digitalisat
- Quinsai: With other notes on Marco Polo, Cambridge University Press, 1957
- The rulers of China, 221 B.C.-A.D. 1949; chronological tables. With an introductory section on the earlier rulers c. 2100-249 B.C , Routledge and K. Paul, 1957
- Marco Polo. The Description of the World (mit Paul Pelliot). London 1938 Digitalisat
- Marco Polo. Transcription of the Original in Latin (mit Paul Pelliot). London 1938